# 似长瓣梅花草
似长瓣梅花草（学名：Parnassia longipetaloides）为卫矛科梅花草属下的一个种。

## 变种
似长瓣梅花草有如下变种：
- 长瓣梅花草（原变种）[3]
- 短瓣梅花草[4]

## 扩展阅读
- 維基物種上的相關：似长瓣梅花草